# Vancouver-Fairview (circonscription britanno-colombienne)
Pour les articles homonymes, voir Vancouver (homonymie) et Fairview.
Circonscription électorale provinciale du Canada
Vancouver-Fairview est une ancienne circonscription provinciale de la Colombie-Britannique représentée à l'Assemblée législative de la Colombie-Britannique de 1991 à 2024.

## Géographie
En 2020, la circonscription représente une partie de la ville de Vancouver dans le district régional du Grand Vancouver.

## Liste des députés
| Législature                                                          | Années                                                               | Député                                                               | Député                                                               | Parti                                                                |
| Vancouver-Fairview Circonscription issue de Surrey-Guildford-Whalley | Vancouver-Fairview Circonscription issue de Surrey-Guildford-Whalley | Vancouver-Fairview Circonscription issue de Surrey-Guildford-Whalley | Vancouver-Fairview Circonscription issue de Surrey-Guildford-Whalley | Vancouver-Fairview Circonscription issue de Surrey-Guildford-Whalley |
| -------------------------------------------------------------------- | -------------------------------------------------------------------- | -------------------------------------------------------------------- | -------------------------------------------------------------------- | -------------------------------------------------------------------- |
| 35e                                                                  | 1991–1996                                                            |                                                                      | Bernie Simpson                                                       | Néo-démocrate                                                        |
| Vancouver-Fraserview (1996-2001)                                     |                                                                      |                                                                      |                                                                      |                                                                      |
| 37e                                                                  | 2001–2004                                                            |                                                                      | Gary Farrell-Collins                                                 | Libéral                                                              |
| 38e                                                                  | 2005–2008                                                            |                                                                      | Gregor Robertson                                                     | Néo-démocrate                                                        |
| 38e                                                                  | 2008-2009                                                            |                                                                      | Jenn McGinn (en)                                                     | Néo-démocrate                                                        |
| 39e                                                                  | 2009–2013                                                            |                                                                      | Margaret MacDiarmid (en)                                             | Libéral                                                              |
| 40e                                                                  | 2013–2017                                                            |                                                                      | George Heyman (en)                                                   | Néo-démocrate                                                        |
| 41e                                                                  | 2017–2020                                                            |                                                                      | George Heyman (en)                                                   | Néo-démocrate                                                        |
| 42e                                                                  | 2020–2024                                                            |                                                                      | George Heyman (en)                                                   | Néo-démocrate                                                        |

## Résultats électoraux
Depuis 2001
1991-1996